# Palazzo Rio Branco
Il Palazzo Rio Branco (in portoghese: Palácio Rio Branco) è situato in Praça Tomé de Sousa nel quartiere di Pelourinho a Salvador de Bahia.

## Storia e descrizione
Il primo palazzo con questo nome risale al 1549, quando fu costruito per ospitare il primo governatore dello Stato di Bahia. Più tardi trovarono qui rifugio la regina e il principe reggente del Portogallo, in fuga con tutta la corte dall'invasione napoleonica, finché non si trasferirono a Rio de Janeiro.
Nel 1900 l'intera struttura, ormai fatiscente, fu demolita e ricostruita in stile neorinascimentale. Questo nuovo palazzo fu distrutto da un incendio nel 1912, e di nuovo ricostruito nell'aspetto attuale, in uno stile eclettico tra il Rinascimento francese e la Belle époque. Il palazzo riedificato venne intitolato allo statista José Paranhos, barone di Rio Branco, assumendo la denominazione che conserva tutt'oggi. 
Già sede del Governo dello Stato di Bahia, dal 1986 ospita il Centro Memoria de Bahia, un'esposizione permanente dedicata alla storia dei 40 governatori di Bahia, rievocati attraverso ritratti, oggetti personali e documenti.